# Gorzupia (województwo wielkopolskie)
Gorzupia – wieś w Polsce położona w województwie wielkopolskim, w powiecie krotoszyńskim, w gminie Krotoszyn, około 3 km na wschód od Krotoszyna, przy drodze Krotoszyn-Janków Zaleśny i przy linii kolejowej 14 Krotoszyn-Ostrów Wielkopolski.
Miejscowość leżała w obrębie księstwa krotoszyńskiego (1819-1927), którym władali książęta rodu Thurn und Taxis. W okresie Wielkiego Księstwa Poznańskiego (1815-1848) miejscowość należała do wsi większych w ówczesnym pruskim powiecie Krotoszyn w rejencji poznańskiej. Gorzupia należała do okręgu krotoszyńskiego tego powiatu i stanowiła część majątku Smoszewo, którego właścicielem był wówczas książę Maximilian Karl von Thurn und Taxis. Według spisu urzędowego z 1837 roku wieś liczyła 406 mieszkańców, którzy zamieszkiwali 50 dymów (domostw).
W latach 1954–1959 wieś należała i była siedzibą władz gromady Gorzupia, po jej zniesieniu w gromadzie Krotoszyn-Południe. W latach 1975–1998 miejscowość administracyjnie należała do województwa kaliskiego.
Zabytki i przyroda
We wsi znajduje się wiele domów z XIX wieku, konstrukcji sumikowo-łątkowej. Wieś położona jest na terenie Obszaru Chronionego Krajobrazu Dąbrowy Krotoszyńskie i Baszków Rochy. W pobliżu znajduje się zespół starych lasów dębowych – Dąbrów Krotoszyńskich.
Zobacz teżGorzupia (przystanek kolejowy), Gościejew, Gorzupia, Gorzupia Dolna